# Жан-Мари ле Пен
Жан-Мари ле Пен (фр. Jean-Marie Le Pen; 20. јун 1928 — 7. јануар 2025) био је француски националистички политичар. Био је председник партије Национални фронт до 16. јануара 2011, када га је његова кћи Марин ле Пен наследила. Жан-Мари ле Пен је био и посланик Европског парламента.
Био је кандидат за председника Републике Француске на изборима 1974, 1988, 1995, 2002 и 2007. 
Противио се Европској унији, а усредсређивао се на француску традиционалну културу и високу стопу незапослености. Залагао се за ограничавање имиграције у Француску, већа улагања у одбрану, цензуру културе, увођење смртне казне и евроскептицизам.
Ле Пен је био почасни грађанин Земуна.
Дана 4. мајa 2015. године суспендован је из странке. Ово се десило након што је одбио да присуствује дисциплинском саслушању због описивања холокауста као "детаља" историје.